# Pinguicula benedicta
Pinguicula benedicta är en tätörtsväxtart som beskrevs av Barnh. Pinguicula benedicta ingår i släktet tätörter, och familjen tätörtsväxter. Inga underarter finns listade i Catalogue of Life.